# Rolnictwo wspierane społecznie
Rolnictwo wspierane społecznie (skr. RWS, także: Rolnictwo Wspierane przez Społeczność) – ruch związany z rolnictwem łączący (poza oficjalną polityką rolną państwa) rolników z konsumentami w bezpośrednich, krótkich, opartych na wzajemnym zaufaniu i pozbawionych pośredników oraz marż łańcuchach żywnościowych.

## Charakter
Ruch polega na zgromadzeniu wokół danego gospodarstwa rolnego kręgu odbiorców (np. zrzeszonych w specjalnym stowarzyszeniu), który kolektywnie decyduje, co powinno być uprawiane (popyt), tak aby rolnik precyzyjnie utrafił w potrzeby konsumenta. Tak wypracowany zestaw produktów rolnych w sezonie dostarczany jest przez rolnika do odbiorców w pewnych odstępach czasowych, zazwyczaj raz w tygodniu. Towar dostarczany jest albo bezpośrednio do członków grupy, albo do kilku wybranych punktów odbiorczych (jeden RWS może mieć zasięg nawet do kilkudziesięciu kilometrów, a odbiorców może być bardzo wielu). Pierwsza opłata (przedpłata) jest wnoszona przez odbiorców przed sezonem i przeznaczana na nabycie środków produkcji i pokrycie kosztów pracy. Druga część opłaty uiszczana jest zwykle po sezonie. Wszystkie elementy procesu są szczegółowo regulowane w umowie. Rolnik zobowiązany jest do uprawy z maksymalnym ograniczeniem użycia nawozów sztucznych i pestycydów. Konsumenci i rolnik współdzielą ze sobą odpowiedzialność finansową i ryzyko niskich plonów wywołanych czynnikami naturalnymi. Poza zapewnieniem odbiorcom świeżych i zdrowych warzyw oraz wspieraniem małych i średnich gospodarstw, rolnictwo wspierane społecznie ma na celu tworzenie więzi społecznych, które wzmacniają wszystkie strony kontraktu w walce konkurencyjnej z korporacyjnym agrobiznesem.
RWS jest modelem coraz popularniejszym na całym świecie. We Francji w 2014 wspierał on ponad tysiąc gospodarstw rolnych, dowożąc produkty dla około 300 000 konsumentów. W Nowym Jorku w model RWS zaangażowanych było wtedy około 16 000 odbiorców. W Polsce w 2014 funkcjonowało sześć grup wspierających rolnictwo.